# Penumbra (medycyna)

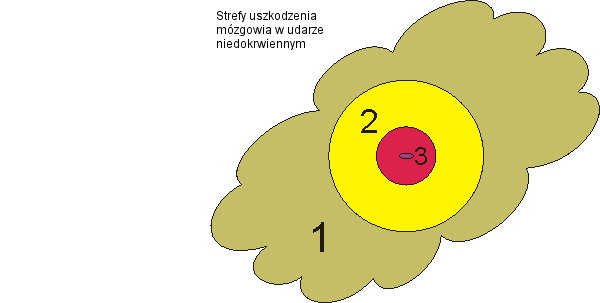
Strefy uszkodzenia mózgowia w przebiegu udaru niedokrwiennego mózgu. 1. Obszar nieuszkodzony; 2. Strefa penumbry; 3. Strefa martwicy; w środku niedrożne lub krytycznie zwężone naczynie krwionośne

Penumbra (inaczej "strefa półcienia") – obszar bezpośrednio otaczający ognisko rozmiękania tkanki nerwowej i śmierci komórek śródbłonka po wystąpieniu udaru niedokrwiennego, w którym nie doszło do martwicy dzięki istnieniu krążenia obocznego. Penumbra jest natomiast otoczona zdrową tkanką nerwową. Centralnym punktem ogniska udaru jest krytycznie zwężone lub zamknięte naczynie.
Penumbra stanowi strategiczny dla terapii obszar, którego ocalenie i przywrócenie do normalnego działania jest celem leczenia udaru poprzez przywrócenie w nim normalnego krążenia. Musi to jednak nastąpić przed upływem 4,5 godzin od początku udaru, bowiem po tym czasie reperfuzja grozi ukrwotocznieniem ogniska martwiczego i uszkodzeniem neuronów penumbry przez wolne rodniki uwalniające się z rozkładających się komórek, co znacznie pogarsza rokowanie.